# Haben Girma
Haben Girma (née le 29 juillet 1988) est une militante américaine pour les droits du handicap et la première diplômée sourde-aveugle de la faculté de droit de Harvard.

## Enfance et éducation
Girma naît à Oakland, en Californie, le 29 juillet 1988, de Girma Kidane Adgoy et de Saba Gebreyesus,. Sa mère fuit l'Érythrée en 1983 pendant la guerre d'indépendance érythréenne et elle rencontré son père, également Érythréen, en Californie.
Girma perd sa vision et son ouïe à la suite d'une maladie évolutive non identifiée, survenue dès sa petite enfance. Elle conserve 1% de sa vue.
Ayant grandi aux États-Unis, Girma bénéficie de l'Americans with Disabilities Act. Elle dispose également d'outils spécifiques pour l'accessibilité, comme une plage braille - un dispositif auquel son frère aîné Mussie Gebre, qui est également sourd-aveugle, n'avait pas accès en Érythrée. Elle est diplômée du lycée Skyline, une école publique sans aménagements particuliers, en 2006.
À l'âge de 15 ans, Girma se rend au Mali pour construire bénévolement des écoles avec l'organisme buildOn.
Girma fréquente le Lewis &amp; Clark College, où elle défend avec succès son droit à des aménagements d'accesssibilité dans la cafétéria de l'école. Elle est diplômée de Lewis & Clark magna cum laude en 2010. Elle devient ensuite la première étudiante sourde-aveugle à fréquenter et à obtenir son diplôme de l'université de droit de Harvard, obtenant son diplôme universitaire en 2013.

## Carrière
En 2013, Girma intègre le cabinet Disability Rights Advocates (DRA) à Berkeley, en Californie, avec une bourse Skadden. Elle y travaille de 2015 à 2016 en tant qu'avocate pour le compte de personnes handicapées,.
Girma dit être devenue avocate en partie pour aider à accroître l'accès à l'information en ligne pour les personnes handicapées. Elle travaille maintenant à changer les attitudes à l'égard du handicap dans le monde, y compris le développement de services en ligne accessibles : « Digital information is just ones and zeroes...It can be converted into any kind of format. And those people who develop these services—programmers, technology designers—they have an incredible power to increase access for people with disabilities. And I hope they use it. » (« L'information numérique, ce ne sont que des uns et des zéros (...) Elle peut être convertie en tout type de format. Et les personnes qui développent ces services - développeurs, designers - ont une opportunité incroyable d'accroître l'accessibilité pour les personnes handicapées. Et j'espère qu'elles la saisiront. »).
Alors qu'elle travaille pour DRA en juillet 2014, Haben représente la Fédération nationale des aveugles et un résident aveugle du Vermont dans un procès contre Scribd, accusé d'avoir violé l'Americans with Disabilities Act (ADA) en ne fournissant pas d'aménagements d'accessibilité pour les personnes aveugles. Scribd demande le rejet de l'affaire, arguant que l'ADA ne s'applique qu'aux lieux physiques. En mars 2015, le tribunal de district américain du Vermont juge que l'ADA couvre également les entreprises en ligne. Un accord de règlement est conclu, Scribd devant s'engager à rendre son contenu accessible aux lecteurs aveugles avant la fin de 2017.
En 2014, Girma donne une conférence à TEDx Baltimore. Elle y confronte TED pour ne pas avoir sous-titré toutes les présentations enregistrées sur le site TEDx, y compris la sienne.
En janvier 2015, Girma est nommée au conseil d'administration national des Helen Keller Services for the Blind.
Le 20 juillet 2015, Girma rencontre Barack Obama à la Maison Blanche pour souligner l'importance des technologies accessibles. Elle a prononcé une allocution d'ouverture à l'occasion du 25e anniversaire de l'Americans with Disabilities Act.
En avril 2016, Girma quitte DRA pour se consacrer à plein temps au militantisme sans procès.
En juin 2016, Girma fait une présentation sur le design accessible lors de l'Apple Worldwide Developers Conference,.
En 2018, le Washington Post publie un éditorial de Girma destiné au Texas State Board of Education, qui avait voté pour retirer Helen Keller du programme d'études sociales. Le conseil change finalement d'avis,.
En août 2019, elle publie une autobiographie, Haben: The Deafblind Woman Who Conquered Harvard Law,.

## Vie privée
Girma aime participer à des activités physiques telles que le surf, l'escalade, le kayak, le vélo et la danse.
Elle est accompagnée par un chien-guide. Elle est jumelée avec son premier chien, un berger allemand nommé Maxine, par The Seeing Eye en 2009. Après la mort de Maxine en 2018, elle adopte Mylo, un autre berger allemand,.

## Prix et récompenses
- 2013 - Reconnue « Champion of Change » par l'administration Obama[27]
- 2016 - Forbes 30 Under 30, Loi & Politique[28]
- 2016 - Top 30 Thinkers Under 30, Pacific Standard